# Allanzu

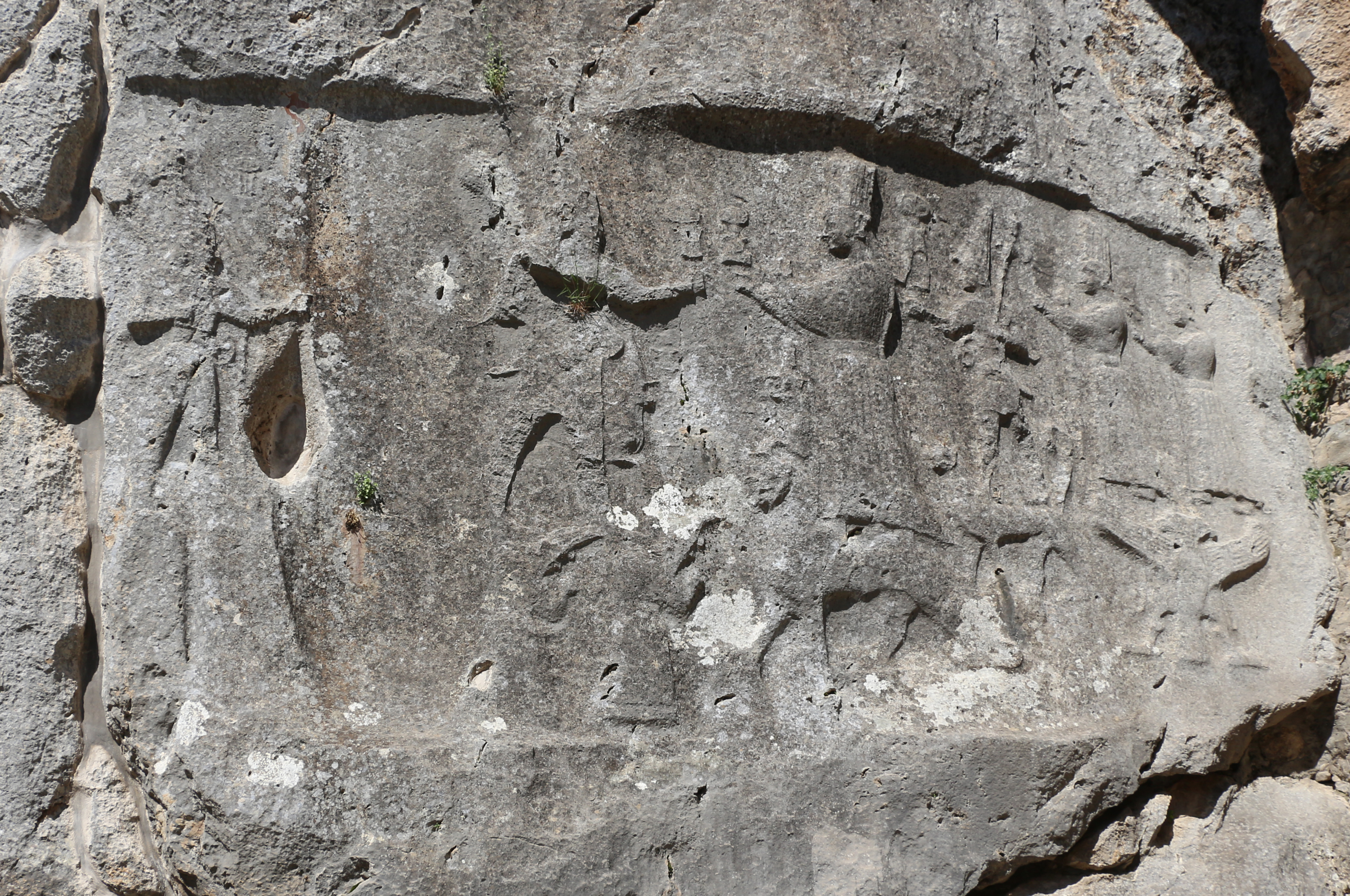
Darstellung der Göttinnen Allanzu und Kunzišalli mit ihrer Familie im hethitischen Felsheiligtum von Yazılıkaya. Von links nach rechts sind dies: Tašmiš (Bruder von Teššub), Teššub, Ḫebat, Šarrumma und auf einem Adler stehend Allanzu und Kunzišalli.

Allanzu ist eine hurritische Göttin, die auch von den Hethitern verehrt wurde.
Allanzu ist die Tochter des obersten hurritischen Götterpaares Teššub und Ḫebat und Schwester des Gottes Šarruma. Die gesamte Götterfamilie ist im hethitischen Felsheiligtum von Yazılıkaya dargestellt. Sie gehört dem kaluti-Zirkel ihrer Mutter Ḫebat an. Dieser kaluti-Zirkel benennt Gottheiten, die gemeinsam Opfergaben erhalten.
Allanzu bildete zusammen mit ihrer Mutter Ḫebat ein Götterpaar, das als Einheit verehrt wurde und gehörte auch sonst zu ihren engsten Begleitern. Allanzu trug den Beinamen „Mädchen“.
Die Göttin Allanzu wurde auch in einer Verdoppelung als Alanzunni-Gottheiten verehrt. Die Alanzunni galten als Nothelfer der Menschen, die sich als Fürbitter beim Gott Šarruma verwenden.
Auch in neo-hethitischer Zeit wurde Allanzu noch verehrt. Hieroglyphenluwische Inschriften nennen sie in der Namensform Ala(n)zuwa. Sie wird stets zusammen mit Sarruma genannt.

## Kunzišalli
Kunzišalli ist ein unbedeutende Göttin, die in den kaluti-Opferlisten stets nach Allanzu genannt wird. Für sie ist ein Kult in Ankuwa belegt. Ähnlich wie Allanzu, deren Schwester sie möglicherweise war, wurde sie als Doppelgottheit Ḫebat-Kunzišalli aufgelistet.